# Cienfuegosia hildebrandtii
Cienfuegosia hildebrandtii là một loài thực vật có hoa trong họ Cẩm quỳ. Loài này được Garcke mô tả khoa học đầu tiên năm 1883.